# No Man's Land (film, 2001)
Pour les articles homonymes, voir No man's land (homonymie).
Pour plus de détails, voir Fiche technique et Distribution.
No Man's Land (Ničija zemlja) est un film belgo-bosniaque réalisé par Danis Tanović, sorti en 2001.

## Synopsis
Durant la guerre de Bosnie, en 1993, Tchiki et Nino, deux soldats ennemis, l'un bosniaque et l'autre serbe, échouent dans un no man's land d'où ils ne peuvent sortir, étant sous le feu des deux camps. Les deux hommes essaient de trouver une solution à leur problème, en utilisant les Casques Bleus français de la FORPRONU, bien que ces derniers n'aient pas l'aval de leurs supérieurs. Les médias s'en mêlent, transformant un simple fait divers en un show médiatique international.

## Fiche technique
- Titre : No Man's Land
- Titre original : Ničija zemlja
- Réalisation : Danis Tanović
- Scénario : Danis Tanović
- Musique : Danis Tanović
- Photographie : Walther van den Ende
- Montage : Francesca Calvelli
- Décors : Dusko Milavec
- Production : Marc Baschet, Frédérique Dumas-Zaljeda, Marion Hänsel et Cédomir Kolar pour Counihan Villiers Productions (Grande-Bretagne) et Marco Müller (Italie)
- Sociétés de production : Counihan Villiers Productions, Fabrica Cinéma, Man's Films, Noé Productions
- Pays de production :  Bosnie-Herzégovine
- Genre : guerre
- Durée : 98 minutes
- Dates de sortie :
  - France : 12 mai 2001 (Festival de Cannes) ; 19 septembre 2001 (sortie nationale)

## Distribution
- Branko Đurić : Tchiki le bosniaque
- Rene Bitorajac : Nino le serbe
- Filip Šovagović : Tsera le bosniaque coincé sur la mine
- Georges Siatidis : le sergent Marchand
- Serge-Henri Valcke : le capitaine Dubois
- Sacha Kremer : le caporal Michel
- Alain Eloy : Pierre
- Mustafa Nadarević : le vieux soldat serbe
- Bogdan Diklić (sr) : l'officier serbe
- Simon Callow : le colonel Soft, l'officier du QG UNPROFOR Zagreb
- Katrin Cartlidge : Jane Livingstone la journaliste de Global News Channel
- Tanja Ribič : Martha (« l'aide de camp » de Soft)
- Branko Zavrsan : le démineur allemand
- Đuro Utješanović : le guide bosniaque
- Mirza Tanović : l'officier bosniaque

## Distinctions
- Festival de Cannes 2001 : meilleur scénario
- Oscar du meilleur film étranger en 2002
- Golden Globe du meilleur film étranger en 2002
- César du cinéma 2002 : César de la meilleure première œuvre de fiction
- 2001 : prix André-Cavens de l’Union de la critique de cinéma (UCC) pour le meilleur film belge
- Prix Humanum 2001 de l'UPCB / UBFP - Union de la presse cinématographique belge